# 守山乳業
守山乳業株式会社（もりやまにゅうぎょう）は、神奈川県平塚市に本社を置く乳製品メーカー。

## 概要
創業は1918年（大正7年）1月9日と、100年以上の歴史を持っており、1923年（大正12年）4月に日本で初めてコーヒー牛乳を製造し、販売した会社でもある。2005年12月にはISO9001を取得した。2018年1月に創業100周年を迎えた。
- 本社工場 神奈川県平塚市宮の前9-32
- 葛巻工場 岩手県岩手郡葛巻町葛巻8-46

## 沿革
- 1918年 - 神奈川県中郡高部屋村日向にて「甲子（きのえね）商会製酪所」を創業
- 1923年 - 日本初のビン入珈琲牛乳を製造し、4月20日に東海道線国府津駅で販売開始（当時20銭）[2]
- 1927年 - 「珈琲牛乳」、「グリコ牛乳」共に鉄道省指定販売品の認定を受け、全国で販売
- 1928年 - 株式会社守山商會に名称変更
- 1932年 - 東京都京橋区槇町に東京営業所開設
- 1933年 - 台湾出張所を開設
- 1935年 - 本社を平塚から東京日本橋区八重洲に移転
- 1939年 - 茨城県石岡に石岡工場新設、岩手県葛巻町の組合バター工場買収
- 1940年 - 岡山県一の宮に「守山食品（株）」設立
- 1945年 - 7.16平塚大空襲により工場全焼
- 1948年 - 栃木県那須村に那須工場新設
- 1950年 - アイスクリームの素販売開始
- 1955年 - 守山乳業（株）に称号変更
- 1962年 - 創業者「守山 謙」社長逝去、守山嗣男 3代目社長に就任
- 1967年 - 国内初、液状ソフトミックスのロングライフ製品（テトラスタンダード・アプセティック500）新発売
- 1968年 - 創業50周年
- 1971年 - 守山榮が4代目社長に就任
- 1987年 - 大塚直人が5代目社長に就任
- 1988年 - ポーションパック充填機導入（平塚）、冨士ストレートココア（1リットル）新発売
- 1989年 - テトラブリックパック（1リットル）充填機導入（平塚）
- 1990年 - 冨士パンナコッタ発売
- 1995年 - 本社を平塚に移転
- 2012年 - 海外事業部設立